# Вејд Хамптон (Јужна Каролина)
Вејд Хамптон (енгл. Wade Hampton) насељено је место без административног статуса у америчкој савезној држави Јужна Каролина.

## Демографија
По попису из 2010. године број становника је 20.622, што је 164 (0,8%) становника више него 2000. године.
| Група             | 2000.          | 2010.          |
| Белци             | 16.674 (81,5%) | 15.161 (73,5%) |
| Афроамериканци    | 1.652 (8,1%)   | 2.100 (10,2%)  |
| Азијати           | 683 (3,3%)     | 655 (3,2%)     |
| Хиспаноамериканци | 1.255 (6,1%)   | 2.315 (11,2%)  |
| Укупно            | 20.458         | 20.622         |